# 帯状疱疹ワクチン
帯状疱疹ワクチン（たいじょうほうしんワクチン、英: Shingles vaccine、または、英: zoster vaccine）には、シングリックス（英: Shingrix）とゾスタバックス（英: Zostavax）の二種類があり、水痘ウィルス（水痘・帯状疱疹ウィルス、VZV）の再活性化によって帯状疱疹の疫学的発症率と帯状疱疹後神経痛のリスクを下げるワクチンである。
シングリックスは、ゾスタバックスより帯状疱疹の予防効果が高いとされるが、2回の投与が必要であり副作用もより多くみられる。シングリックスは、水疱瘡や帯状疱疹の既往歴や帯状疱疹ワクチンの接種歴にかかわらず50歳以上の人への投与が承認されている。免疫機能が弱い人への投与には、シングリックスが適している。投与法は注射である。
シングリックスは、組換えサブユニットワクチンである。ゾスタバックスは、基本的に多量の水痘ワクチンからなる弱毒化生ワクチンである。シングリックスとは違って、ゾスタバックスは免疫抑制されてる人や妊娠中の人への投与には適さない。どちらの種類のワクチンともに副作用は一般的に軽度から中等度であり、注射部位の痛み、倦怠感、頭痛などがあげられる。
シングリックスは2017年に米国で医薬品としての使用が承認され、ゾスタバックスは2006年に医薬品としての使用が承認された。2021年時点の米国でのシングリックス2回分の投与の値段は$310米ドルである。英国の国民保健サービスにかかるゾスタバックス1回分の投与費用は約£100ポンドである。2020年から米国ではゾスタバックスは入手はできない。英国の国家予防接種プログラムは、2023年からゾスタバックスの代わりにシングリックスを使用している。

## 日本
2025年度から、65歳以上を対象に定期摂取となる。